# Oizys
Oizys (altgriechisch Ὀϊζύς Oïzýs) ist in der griechischen Mythologie die Personifikation von Jammer und Elend.
Nach Hesiods Theogonie ist sie die Tochter der Nyx, der Göttin der Nacht, die Oizys ohne Vater gebar, zusammen mit zum Beispiel Momos. Oizys wird dort als schmerzvoll beschrieben.
In der römischen Mythologie entsprach der Oizys die Miseria. In Ciceros De natura deorum („Vom Wesen der Götter“) aus dem 1. Jahrhundert vor Christus wird sie als Tochter der Nyx (lateinisch Nox) und des Erebos (lateinisch Erebus), des Gottes der Finsternis, geboren. Bei Hyginus Mythographus ist Miseria ebenfalls eine Tochter der Nox und des Erebus.